# Hôtel de ville de Sens
L'hôtel de ville de Sens est un édifice public, situé à Sens, dans le département français de l'Yonne. C'est une propriété de la commune, protégé au titre des monuments historiques et ouvert au public.

## Localisation
Le bâtiment est situé 100 rue de la République à Sens (Yonne) en Bourgogne.

## Histoire
L'hôtel de ville de Sens a été construit au 1er quart du XXe siècle et inauguré en 1904. 
Il est construit sur un emplacement particulier de l'époque. En effet, pour que la construction soit effective, le conseil municipal décide en septembre 1899 la destruction de la maison de Lorne, effective en 1900. Il était prévu depuis 1886 qu'elle serait l'hôtel de ville mais une commission spéciale créée en 1895, au sein du Conseil Municipal, en a décidé autrement.
C'est le député-maire de Sens, Lucien Cornet qui lança le projet et c'est lui-même qui déposa la première pierre comme une inauguration du début de la construction le 21 avril 1901. Nous pouvons la retrouver sur le côté droit de la porte principale.
De multiples complications sont apparues par manque de consolidation. Un dimanche, plusieurs craquements sont survenus dans les échafaudages. Les madriers n’étaient plus fonctionnels et s'effondrèrent ce jour-là, ne faisant heureusement aucun morts ni blessés.
Mais en août 1903, le député-maire de la ville s'inquiète pour la date d'inauguration. Après mure décision, la date, prévue en mars 1904, est repoussée au 9 avril 1904, le jour de Pâques.
Afin de célébrer l'inauguration, Sens chanta la Marseillaise, lança même des feux d'artifice.

## Art
La décoration intérieure avec ses sculptures et peintures est due au peintre Jean-Jacques Scherrer, à Auguste Mangenot et au sculpteur Emmanuel Cavaillé-Coll. 
Divers éléments du bâtiment (escalier, salle d'angle au rez-de-chaussée, vestibule du premier étage, salle du conseil municipal, salle des mariages, grand salon d'honneur à l'étage) sont classés au titre des monuments historiques en 1997, le reste de l'hôtel est inscrit depuis 1995.

### Décoration extérieure

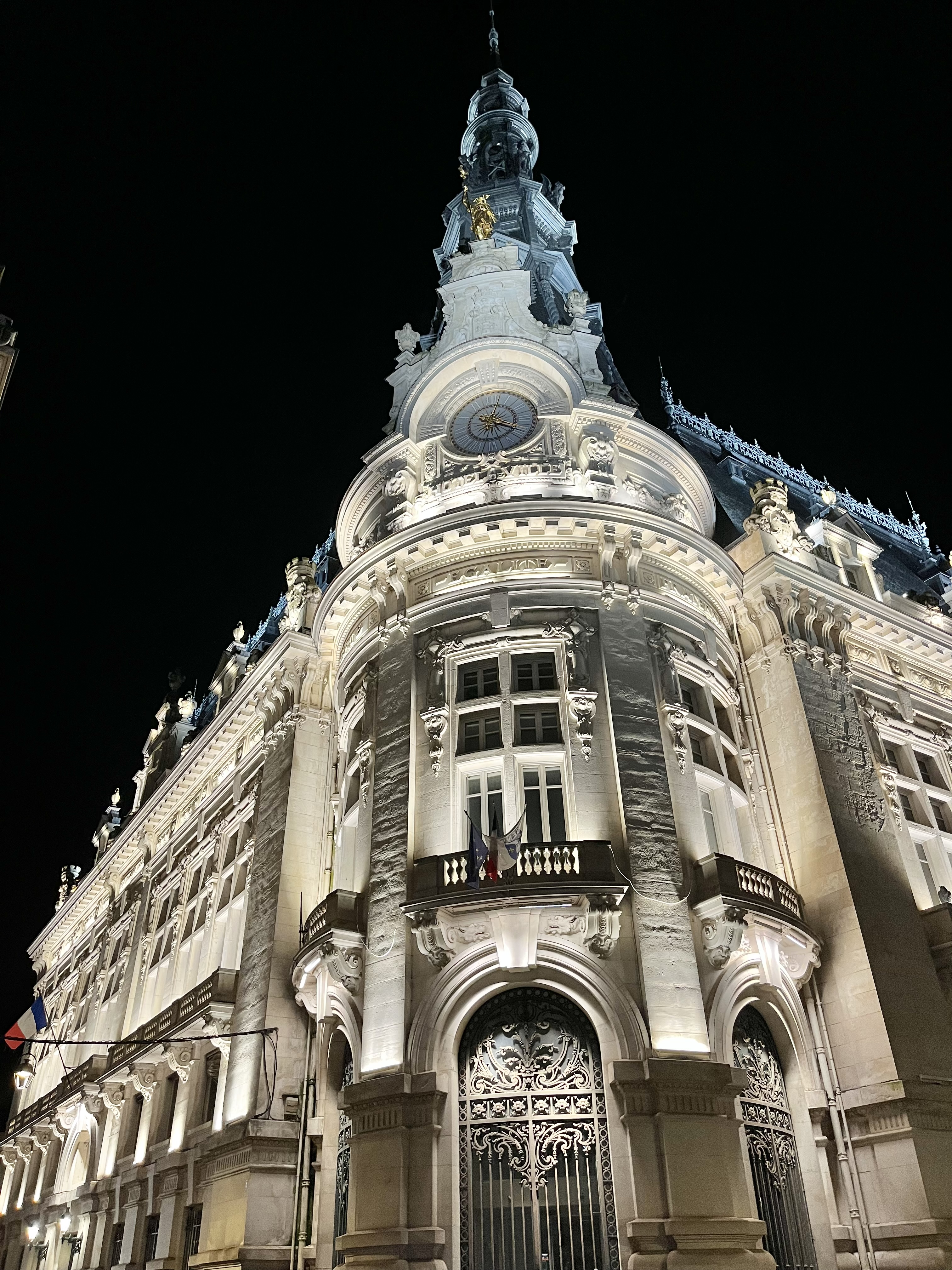

### Sitographie
histoire-sens : site de Gérard Daguin